# Irlandia na Letnich Igrzyskach Olimpijskich 1980
Irlandię na Letnich Igrzyskach Olimpijskich 1980 reprezentowało 47 zawodników: 44 mężczyzn i trzy kobiety. Był to dwunasty start reprezentacji Irlandii na letnich igrzyskach olimpijskich. W związku z bojkotem igrzysk olimpijskich reprezentanci Irlandii występowali pod flagą MKOL.

## Zdobyte medale
| Medal  | Zawodnik                       | Dyscyplina | Konkurencja             | Rezultat                                      |
| ------ | ------------------------------ | ---------- | ----------------------- | --------------------------------------------- |
| Srebro | David Wilkins, James Wilkinson | Żeglarstwo | klasa Latający Holender | 30,0 pkt                                      |
| Brąz   | Hugh Russell                   | Boks       | waga musza (do 51 kg)   | w półfinale uległ Bułgarowi Petyrowi Lesowowi |

## Skład kadry

### Boks
Mężczyźni
| Zawodnik             | Konkurencja | 1/32             | 1/16                       | 1/8                    | Ćwierćfinał       | Półfinał          | Finał            | Finał   |
| Zawodnik             | Konkurencja | Przeciwnik Wynik | Przeciwnik Wynik           | Przeciwnik Wynik       | Przeciwnik Wynik  | Przeciwnik Wynik  | Przeciwnik Wynik | Miejsce |
| -------------------- | ----------- | ---------------- | -------------------------- | ---------------------- | ----------------- | ----------------- | ---------------- | ------- |
| Gerry Hawkins        | 48 kg       |                  |                            | Ismail Mustafow P 0-5  | Nie awansował     | Nie awansował     | Nie awansował    | 9.      |
| Hugh Russell         | 51 kg       |                  | Samir Khenyab W 5-0        | Emmanuel Mlundwa W 5-0 | Jo Ryon-sik W 3-2 | Petyr Lesow P 0-5 | Nie awansował    | brąz    |
| Phil Sutcliffe       | 54 kg       |                  | Daniel Zaragoza P 0-5      | Nie awansował          | Nie awansował     | Nie awansował     | Nie awansował    | 17.     |
| Barry McGuigan       | 57 kg       |                  | Issack Mabushi W RSC       | Winfred Kabunda P 1-4  | Nie awansował     | Nie awansował     | Nie awansował    | 9.      |
| Seán Doyle           | 60 kg       |                  | Rene Nelson Trujillo W RSC | Florin Livadaru P RSC  | Nie awansował     | Nie awansował     | Nie awansował    | 9.      |
| Martin Brerton       | 63,5 kg     |                  | José Aguilar P RSC         | Nie awansował          | Nie awansował     | Nie awansował     | Nie awansował    | 17.     |
| Patrick James Davitt | 71 kg       |                  | Ionel Dudusan P 0-5        | Nie awansował          | Nie awansował     | Nie awansował     | Nie awansował    | 17.     |

### Judo
Mężczyźni
| Zawodnik         | Konkurencja | 1/32             | 1/16              | 1/8              | Ćwierćfinał      | Półfinał         | Pierwsza runda repasaży | Półfinał repasaży | Finał            | Finał   |
| Zawodnik         | Konkurencja | Przeciwnik Wynik | Przeciwnik Wynik  | Przeciwnik Wynik | Przeciwnik Wynik | Przeciwnik Wynik | Przeciwnik Wynik        | Przeciwnik Wynik  | Przeciwnik Wynik | Pozycja |
| ---------------- | ----------- | ---------------- | ----------------- | ---------------- | ---------------- | ---------------- | ----------------------- | ----------------- | ---------------- | ------- |
| Alonzo Henderson | -71 kg      |                  | Niokhor Diongue P | Nie awansował    | Nie awansował    | Nie awansował    | Nie awansował           | Nie awansował     | Nie awansował    | 12.     |
| Dave McManus     | -78 kg      |                  | Juan Ferrer P     | Nie awansował    | Nie awansował    | Nie awansował    | Nie awansował           | Nie awansował     | Nie awansował    | 9.      |

### Kajakarstwo
Mężczyźni
| Zawodnik     | Konkurencja | Eliminacje | Eliminacje | Repasaże | Repasaże | Półfinały     | Półfinały     | Finał         | Finał         | Pozycja       |
| Zawodnik     | Konkurencja | Czas       | Pozycja    | Czas     | Pozycja  | Czas          | Pozycja       | Czas          | Pozycja       | Pozycja       |
| ------------ | ----------- | ---------- | ---------- | -------- | -------- | ------------- | ------------- | ------------- | ------------- | ------------- |
| Declan Burns | K-1 500m    | 1:50,08    | 5.         | 1:52,28  | 4.       | Nie awansował | Nie awansował | Nie awansował | Nie awansował | Nie awansował |
| Ian Pringle  | K-1 1000m   | 3:53,01    | 5.         | 3:53,96  | 5.       | Nie awansował | Nie awansował | Nie awansował | Nie awansował | Nie awansował |

### Kolarstwo

#### Kolarstwo szosowe
| Zawodnik      | Konkurencja                    | Czas                 | Pozycja              |
| ------------- | ------------------------------ | -------------------- | -------------------- |
| Billy Kerr    | wyścig ze startu wspólnego (m) | 5:05:47,9            | 41.                  |
| Stephen Roche | wyścig ze startu wspólnego (m) | 5:08:57,9            | 45                   |
| Tony Lally    | wyścig ze startu wspólnego (m) | Nie ukończył wyścigu | Nie ukończył wyścigu |

### Lekkoatletyka
Mężczyźni
Konkurencje biegowe
| Zawodnik       | Konkurencja | Eliminacje         | Eliminacje         | Półfinał      | Półfinał      | Finał         | Finał         |
| Zawodnik       | Konkurencja | Wynik              | Miejsce            | Wynik         | Miejsce       | Wynik         | Miejsce       |
| -------------- | ----------- | ------------------ | ------------------ | ------------- | ------------- | ------------- | ------------- |
| Ray Flynn      | 1500 m      | 3:42,0             | 6.                 | Nie awansował | Nie awansował | Nie awansował | Nie awansował |
| Eamonn Coghlan | 5000 m      | 13:45,4            | 3.                 | 13:28,8       | 2.            | 13:22,8       | 4.            |
| Mick O’Shea    | 5000 m      | 14:03,0            | 10.                | Nie awansował | Nie awansował | Nie awansował | Nie awansował |
| John Treacy    | 5000 m      | 13:44,8            | 4.                 | 13:40,3       | 4.            | 13:23,7       | 7.            |
| John Treacy    | 10 000 m    | Nie ukończył biegu | Nie ukończył biegu |               |               | Nie awansował | Nie awansował |
| Dick Hooper    | maraton     |                    |                    |               |               | 2:23:53,0     | 38.           |
| Pat Hooper     | maraton     |                    |                    |               |               | 2:30:28,0     | 42.           |

Konkurencje techniczne
| Zawodnik    | Konkurencja  | Kwalifikacje | Kwalifikacje | Finał         | Finał         |
| Zawodnik    | Konkurencja  | Wynik        | Miejsce      | Wynik         | Miejsce       |
| ----------- | ------------ | ------------ | ------------ | ------------- | ------------- |
| Phil Conway | rzuty młotem | 63,94        | 16.          | Nie awansował | Nie awansował |

### Łucznictwo
| Zawodnik             | Konkurencja       | 1 Runda FITA | 1 Runda FITA | 1 Runda FITA | 1 Runda FITA | 1 Runda FITA | 2 Runda FITA | 2 Runda FITA | 2 Runda FITA | 2 Runda FITA | 2 Runda FITA | Łącznie | Miejsce |
| Zawodnik             | Konkurencja       | 90 m         | 70 m         | 50 m         | 30 m         | Razem        | 90 m         | 70 m         | 50 m         | 30 m         | Razem        | Łącznie | Miejsce |
| -------------------- | ----------------- | ------------ | ------------ | ------------ | ------------ | ------------ | ------------ | ------------ | ------------ | ------------ | ------------ | ------- | ------- |
| Willie Swords        | indywidualnie (m) | 210          | 284          | 282          | 330          | 1106         | 230          | 263          | 281          | 332          | 1106         | 2212    | 31.     |
| Jim Conroy           | indywidualnie (m) | 179          | 270          | 247          | 321          | 1017         | 207          | 262          | 263          | 309          | 1041         | 2058    | 37.     |
| Hazel Greene Pereira | indywidualnie (k) | 258          | 288          | 255          | 322          | 1123         | 228          | 292          | 269          | 317          | 1106         | 2229    | 19.     |

### Pięciobój nowoczesny
| Zawodnik                                       | Konkurencja         | Jazda konna | Jazda konna | Jazda konna | Szermierka      | Szermierka | Szermierka | Strzelanie | Strzelanie | Strzelanie | Pływanie | Pływanie | Pływanie | Bieg przełajowy | Bieg przełajowy | Bieg przełajowy | Suma punktów | Pozycja |
| Zawodnik                                       | Konkurencja         | Kary        | M.          | Punkty      | wygrane/Porażki | M.         | Punkty     | Wynik      | M.         | Punkty     | Czas     | M.       | Punkty   | Czas            | M.              | Punkty          | Suma punktów | Pozycja |
| ---------------------------------------------- | ------------------- | ----------- | ----------- | ----------- | --------------- | ---------- | ---------- | ---------- | ---------- | ---------- | -------- | -------- | -------- | --------------- | --------------- | --------------- | ------------ | ------- |
| Jerome Hartigan                                | mężczyźni           | 30          | 11.         | 1070        | 10/32           | 43.        | 506        | 191        | 30.        | 934        | 4:05,27  | 43.      | 912      | 13:30,00        | 13.             | 1135            | 4557         | 39.     |
| Sackville Currie                               | mężczyźni           | 230         | 43.         | 870         | 12/30           | 40.        | 558        | 184        | 42.        | 780        | 3:47,91  | 38.      | 1052     | 13:36,70        | 14.             | 1117            | 4377         | 42.     |
| Mark Hartigan                                  | mężczyźni           | 216         | 42.         | 884         | 12/30           | 40.        | 558        | 189        | 36.        | 890        | 4:02,22  | 42.      | 936      | 13:44,90        | 20.             | 1093            | 4361         | 43.     |
| Jerome Hartigan Sackville Currie Mark Hartigan | mężczyźni drużynowo |             | 12.         | 2824        |                 | 12.        | 1622       |            | 11.        | 2604       |          | 12.      | 2900     |                 | 5.              | 3345            | 13295        | 12.     |

### Pływanie
Mężczyźni
| Zawodnik         | Konkurencja      | Eliminacje            | Eliminacje            | Półfinał              | Półfinał              | Finał                 | Finał                 |
| Zawodnik         | Konkurencja      | Czas                  | Miejsce               | Czas                  | Miejsce               | Czas                  | Miejsce               |
| ---------------- | ---------------- | --------------------- | --------------------- | --------------------- | --------------------- | --------------------- | --------------------- |
| Kevin Williamson | 200m dowolnym    | 1:57,37               | 35.                   |                       |                       | Nie awansował         | Nie awansował         |
| Kevin Williamson | 400m dowolnym    | 4:09,01               | 26.                   |                       |                       | Nie awansował         | Nie awansował         |
| David Cummins    | 100m grzbietowym | Nie stanął na starcie | Nie stanął na starcie | Nie stanął na starcie | Nie stanął na starcie | Nie stanął na starcie | Nie stanął na starcie |
| David Cummins    | 200m grzbietowym | 2:12.45               | 22.                   | Nie awansował         | Nie awansował         | Nie awansował         | Nie awansował         |
| David Cummins    | 200m motylkowym  | 58,90                 | 26.                   | Nie awansował         | Nie awansował         | Nie awansował         | Nie awansował         |
| David Cummins    | 200m motylkowym  | 2:06,47               | 16.                   |                       |                       | Nie awansował         | Nie awansował         |

Kobiety
| Zawodniczka     | Konkurencja     | Eliminacje | Eliminacje | Półfinał | Półfinał | Finał          | Finał          |
| Zawodniczka     | Konkurencja     | Czas       | Miejsce    | Czas     | Miejsce  | Czas           | Miejsce        |
| --------------- | --------------- | ---------- | ---------- | -------- | -------- | -------------- | -------------- |
| Catherine Bohan | 100m klasycznym | 1:16,84    | 20.        |          |          | Nie awansowała | Nie awansowała |
| Catherine Bohan | 200m klasycznym | 2:43,30    | 20.        |          |          | Nie awansowała | Nie awansowała |
| Catherine Bohan | 100m zmiennym   | 5:21,82    | 15.        |          |          | Nie awansowała | Nie awansowała |

### Strzelectwo
Mężczyźni
| Zawodnik         | Konkurencja | Kwalifikacje | Kwalifikacje | Finał         | Finał         |
| Zawodnik         | Konkurencja | Wynik        | Pozycja      | Wynik         | Pozycja       |
| ---------------- | ----------- | ------------ | ------------ | ------------- | ------------- |
| Kenneth Stanford | psp 60      | 576          | 35.          | Nie awansował | Nie awansował |
| Kenneth Stanford | pdw 60      | 545          | 25.          | Nie awansował | Nie awansował |
| Thomas Hewitt    | trap        | 189          | 11.          | Nie awansował | Nie awansował |
| Albert Thompson  | skeet       | 187          | 32.          | Nie awansował | Nie awansował |
| Nick Cooney      | skeet       | 180          | 41.          | Nie awansował | Nie awansował |

### Wioślarstwo
Mężczyźni
| Zawodnik                                                  | Konkurencja | Eliminacje | Eliminacje | Repesaż | Repesaż | Półfinały | Półfinały | Finał                           | Finał                           | Miejsce                         |
| Zawodnik                                                  | Konkurencja | Czas       | M.         | Czas    | M.      | Czas      | M.        | Czas                            | M.                              | Miejsce                         |
| --------------------------------------------------------- | ----------- | ---------- | ---------- | ------- | ------- | --------- | --------- | ------------------------------- | ------------------------------- | ------------------------------- |
| Pat Gannon Willie Ryan                                    | M2-         | 7:35,10    | 3.         |         |         | 7:02,11   | 5.        | 6:54,60                         | 1.(finał B)                     | 7.                              |
| Denis Rice Christy O’Brien Liam Williams                  | M2+         | 8:13,16    | 5.         | 7:35,65 | 4.      |           |           | Nie stanęli na starcie finału B | Nie stanęli na starcie finału B | Nie stanęli na starcie finału B |
| Iain Kennedy Pat McDonagh Ted Ryan Davey Gray Noel Graham | M4+         | 7:00,28    | 4.         | 6:56,78 | 5.      |           |           | 6:44,76                         | 5.(finał B)                     | 11.                             |

Kobiety
| Zawodnik      | Konkurencja | Eliminacje | Eliminacje | Repesaż | Repesaż | Półfinały | Półfinały | Finał                   | Finał                   | Miejsce |
| Zawodnik      | Konkurencja | Czas       | M.         | Czas    | M.      | Czas      | M.        | Czas                    | M.                      | Miejsce |
| ------------- | ----------- | ---------- | ---------- | ------- | ------- | --------- | --------- | ----------------------- | ----------------------- | ------- |
| Frances Cryan | W1x         | 4:12,16    | 4.         | 3:59,17 | 2.      | 3:49,22   | 4.        | Nie rozgrywano finału B | Nie rozgrywano finału B | 7.      |

### Żeglarstwo
Mężczyźni
| Zawodnik                      | Konkurencja       | Wyścig | Wyścig | Wyścig | Wyścig | Wyścig | Wyścig | Wyścig | Punkty | Finałowa pozycja |
| Zawodnik                      | Konkurencja       | 1      | 2      | 3      | 4      | 5      | 6      | 7      | Punkty | Finałowa pozycja |
| ----------------------------- | ----------------- | ------ | ------ | ------ | ------ | ------ | ------ | ------ | ------ | ---------------- |
| David Wilkins James Wilkinson | Latający Holender | 3,0    | 18,0   | 8,0    | 10,0   | 3,0    | 3,0    | 3,0    | 30,0   | srebro           |